# Rybí pásmo

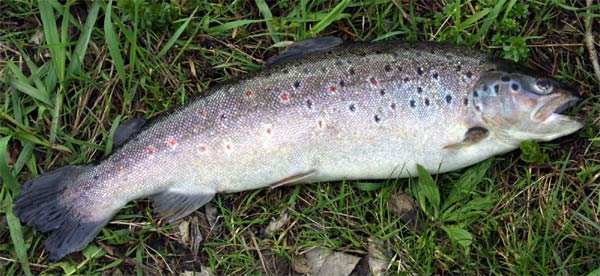
Pstruhové pásmo je pojmenované podle pstruhů, kteří na nejhořejších částech vodních toků žijí

Rybí pásmo je pásmo vodního toku charakterizované množstvím rozpuštěného kyslíku a množstvím vody v daném místě. Pásem je pět a jsou pojmenována podle druhů ryb, jejichž nároky jsou pro dané vodní stanoviště nejcharakterističtější. Toto dělení, v některých aspektech v současnosti již překonané, zavedl v roce 1871 Antonín Frič. Pojetí rybích pásem je nutno vnímat jen jako pokus o zevšeobecnění zákonitostí panující v komplikovaném systému říčního kontinua a existuje mnoho příkladů, kde jej nelze aplikovat, stejně tak je problematická definice přesných hranic pásem.

## Seznam a charakteristika pásem
- Pstruhové pásmo – vysokohorské toky a potoky, minimální břehová vegetace, tvar údolí typu V, mělká voda, vyznačuje se chladnou vodou a velkým množstvím kyslíku ve všech obdobích, tok nemeandruje. Charakteristické druhy: pstruh obecný, vranka obecná, mřenka a střevle.

- Lipanové pásmo – přechodné pásmo, pomalejší tok řeky než v pstruhovém pásmu, hlubší voda, vyšší teplota, teplotní rozdíly vody v letních obdobích jsou nepatrné, pořád nasycená voda kyslíkem, přechod koryta mezi typem V a U, žádné meandry. Charakteristické druhy: lipan podhorní, mník jednovousý, štika a hlavatka.

- Parmové pásmo – střední polohy (podhůří), širší koryto typu U, pískovité a štěrkovité dno, pomalý proud, celkem velké teplotní rozdíly v průběhu celého roku, v zimě více kyslíku, v létě opak. Charakteristické druhy: parma obecná, jelec tloušť.

- Cejnové pásmo – především pomalu tekoucí vodní toky a stojaté vody, rybníky (jižní Čechy), jezera, rozmanitá vegetace, meandrující řeky, s písčitým dnem plným sedimentů (aluviální dno - bahnité), okolí řeky jsou nížiny. Voda je v létě teplá, kalná a obsahuje málo kyslíku, v zimě naopak studená, čistá a s poměrně malým obsahem kyslíku. To je způsobeno většinou zamrzlou hladinou. Charakteristické druhy: cejn, cejnek a kapr obecný.
- Ježdíkové/platýsové pásmo – v podstatě cejnové pásmo poblíž ústí velkých řek, kde se vyskytuje brakická voda. Charakteristické druhy: ježdík obecný, platýs bradavičnatý.

| Pásmo               | Charakter toku | Dno                         | Proud                           | Spád [‰]  | Maximální teplota [°C] | Koncentrace kyslíku [mg/l] |
| ------------------- | -------------- | --------------------------- | ------------------------------- | --------- | ---------------------- | -------------------------- |
| Pstruhové           | bystřina/potok | kamenité                    | velmi rychlý                    | > 4       | 12 - 18                | 8 - 12                     |
| Lipanové            | říčka          | kamenité/štěrkovité         | rychlý                          | 1 - 2     | 18 - 20                | 7 - 11                     |
| Parmové             | řeka           | kamenité/štěrkovité         | rychlý                          | 0,3 - 1,5 | 18 - 22                | 6 - 10                     |
| Cejnové             | řeka           | kamenité/štěrkovité/bahnité | výrazně zpomalený               | < 0,8     | 20 - 25                | 5 - 8                      |
| Ježdíkové/platýsové | řeka/veletok   | písčité/bahnité             | závislý na dmutí mořské hladiny | < 0,5     | 22 - 30                | < 5                        |